# Guadalupe Victoria (östra Misantla)
Guadalupe Victoria är en ort i Mexiko.   Den ligger i kommunen Misantla och delstaten Veracruz, i den sydöstra delen av landet, 250 km öster om huvudstaden Mexico City. Guadalupe Victoria ligger 593 meter över havet och antalet invånare är 106.
Terrängen runt Guadalupe Victoria är huvudsakligen kuperad, men söderut är den bergig. Terrängen runt Guadalupe Victoria sluttar norrut. Runt Guadalupe Victoria är det ganska tätbefolkat, med 166 invånare per kvadratkilometer. Närmaste större samhälle är Misantla, 6,7 km nordväst om Guadalupe Victoria. Omgivningarna runt Guadalupe Victoria är en mosaik av jordbruksmark och naturlig växtlighet.